# Faut que ça saute
Pour les articles homonymes, voir There Was a Crooked Man.
Pour l'émission de télévision française, voir Faut que ça saute !.
Pour plus de détails, voir Fiche technique et Distribution.
Faut que ça saute (There Was a Crooked Man) est un film britannique réalisé par Stuart Burge en 1960.

## Fiche technique
- Titre : Faut que ça saute
- Titre original : There Was a Crooked Man
- Réalisation : Stuart Burge
- Scénario : Reuben Ship d'après la pièce de théâtre The Golden Legend of Schultz de James Bridie
- Musique : Kenneth V. Jones
- Photographie : Arthur Ibbetson
- Montage : Peter R. Hunt
- Production : John Bryan
- Société de production : Knightsbridge Films
- Société de distribution :
- Pays :  Royaume-Uni
- Genre : Comédie
- Durée : 107 minutes
- Dates de sortie : 
  -  Royaume-Uni : 31 août 1960 (Londres)

## Distribution
- Norman Wisdom : Davy Cooper
- Alfred Marks : Adolf Carter
- Andrew Cruickshank : McKillup
- Reginald Beckwith : Foster
- Susannah York : Ellen Foster
- Ronald Fraser : le général Cummins
- Timothy Bateson : Flash Dan
- Brian Oulton : Ashton
- Redmond Phillips : Padre
- Jean Clarke : Freda